# Чимбаронго
Чимбаронго (ісп. Chimbarongo) — місто в Чилі. Адміністративний центр однойменної комуни. Населення - 13795 осіб (2002). Місто і комуна входить до складу провінції Кольчагуа і регіону Лібертадор-Хенераль-Бернардо-О'Хіггінс.
Територія — 498 км². Чисельність населення — 35 399 жителів (2017). Щільність населення — 71,1 чол./км².

## Розташування
Місто розташоване за 67 км на південний захід від адміністративного центру області міста Ранкагуа та за 15 км на південний захід від адміністративного центру провінції міста Сан-Фернандо.
Комуна межує:
- на північному сході - з комуною Сан-Фернандо
- на півдні - з комуною Тено
- на заході — з комунами Нанкагуа, Чепіка
- на північному заході - з комуною Пласілья